# ¡Ataque de pánico!
Pour plus de détails, voir Fiche technique et Distribution.
¡Ataque de pánico! (Attaque de panique !) est un court métrage de science-fiction uruguayen réalisé en 2009 par Fede Álvarez.

## Synopsis
Des robots géants prennent d'assaut Montevideo, la capitale de l'Uruguay. Escortés par un escadron de vaisseaux spatiaux, et face à une armée terrestre aussi courageuse que débordée et impuissante, ils saccagent la ville et détruisent des bâtiments, semant la confusion et le chaos. À la fin du film, les robots fusionnent pour former une sphère géante qui explose et embrase la ville, détruisant tout sur son passage. Aucune explication n'est donnée pour l'attaque.

## Fiche technique
- Titre original : ¡Ataque de pánico!
- Réalisation : Fede Álvarez
- Scénario : Fede Álvarez et Rodo Sayagues
- Photographie : Pedro Luque
- Montage : Fede Álvarez
- Musique : John Murphy, Rodrigo Gómez
- Production : Emiliano Mazza et Fede Álvarez
- Sociétés de production : Murdoc Films
- Pays d’origine :  Uruguay
- Langue originale : espagnol
- Genre : science-fiction
- Durée : 4 minutes 48 secondes
- Dates de sortie : 3 novembre 2009

## Distribution
- Diego Garrido
- Pedro Luque (également directeur de la photographie du film)
- Ariadna Santini
- Rodolfo Sayagues
- Martín Sarthou (authentique animateur télévisé uruguayen)

## Production
Une bande-annonce du film a été mise en ligne sur YouTube en octobre 2006, incluant quelques éléments de la version finale. Le budget total du film est de seulement 300$. Non content de réaliser le film, Fede Álvarez en est également le scénariste, le monteur, ainsi que le créateur des effets visuels numériques.

## Sortie
La première du film a eu lieu le 31 octobre 2009 au festival Buenos Aires Rojo Sangre, puis a été mise à disposition sur YouTube le 3 novembre 2009. Devant l'ampleur de la couverture médiatique, Álvarez s'est vu offrir un contrat de 30 millions de dollar pour développer et mettre en scène un long-métrage hollywoodien.

## Musique
La musique qui accompagne la majeure partie du film est In the House – In a Heartbeat, un morceau composé en 2002 par John Murphy pour le film 28 jours plus tard.

## Réception
Après sa mise en ligne sur YouTube, le film s'est créé une solide réputation grâce au bouche à oreille, recevant même un coup de pouce lorsqu'il a été partagé sur le blog du chanteur Kanye West. Dans une interview accordée à la BBC, Fede Álvarez déclare : « J'ai mis en ligne le film un jeudi, et le lundi ma boîte mail était saturée de messages de studios d'Hollywood ».
Signe de la popularité du film, Ghost House Pictures, maison de production appartenant à Sam Raimi, offre à Álvarez la chance de développer un nouveau projet qui deviendra Evil Dead, quatrième film de la franchise horrifique sorti aux États-Unis le 5 avril 2013.
¡Ataque de pánico! est considéré comme un exemple de l'influence croissante d'Internet dans la recherche de nouveaux talents par les studios d'Hollywood.